# توماس بيري (روائي)
توماس بيري (بالإنجليزية: Thomas Perry)‏ (و. 1947  م) هو روائي، وكاتب، وكاتب سيناريو، ومنتج أفلام أمريكي، ولد في توناواندا، نيويورك، بدأ مشواره المهني سنة 1982.

## التعليم
تعلم في جامعة كورنيل، وتعلم في جامعة روتشستر
.

## جوائز
حصل على جوائز منها:

جائزة إدغار

## وصلات خارجية
- توماس بيري على موقع IMDb (الإنجليزية)
- توماس بيري على موقع ألو سيني (الفرنسية)
- توماس بيري على موقع ميوزك برينز (الإنجليزية)
- توماس بيري على موقع كينوبويسك (الروسية)

- توماس بيري في قاعدة بيانات الأفلام على الإنترنت